# Золоте теля (фільм)
«Золоте теля» (рос. «Золотой телёнок») —  радянський художній фільм, перша екранізація однойменного роману Іллі Ільфа та Євгена Петрова. Під назвою Чорноморськ виведено рідне місто авторів роману «Золоте теля» — Одесу, де частково й відбувалося знімання фільму.

## Сюжет

Сергій Юрський в ролі Остапа Бендера (1968)

У місті Арбатов зустрічаються два шахраї: Остап Бендер (Сергій Юрський) та Шура Балаганов (Леонід Куравльов). Обидва видають себе за «синів лейтенанта Шмідта». На цьому вони могли попастися в райкомі, якби не винахідливість Бендера. В Арбатові вони також зустрічають «третього сина лейтенанта Шмідта» — Паніковського (Зіновій Гердт).
В подальшому виявляється, що Балаганов знає одного підпільного мільйонера, який живе в місті Чорноморськ (сучасна Одеса). Вмовивши шофера Адама Козлевича (Микола Боярський), вони їдуть на його автомобілі «Лорен-Дітріх» (отримав від Остапа Бендера нову особисту назву «Антилопа-Гну») в Чорноморськ. На виїзді з міста Арбатов вони підбирають Паніковського, позбавивши його справедливого покарання розлюченого натовпу (Паніковський виявився великим «любителем гусей на халяву», тобто тривіальним крадієм).
На деякий час автомобіль Козлевича «косить» під головний автомобіль швідкісного автопробігу Москва — Харків — Москва: Остап Бендер виступає на чисельних мітингах, безкоштовно отримує продукти та бензин. Проте скоро компанію шахраїв доганяє телеграма, в якій наказується затримати самозванців. Їм доводиться рятуватися втечею. Вночі автопробіг (як «символ прогресу») обганяє «Антилопу».
Приїхавши в Чорноморськ, Остап Бендер робить першу спробу шантажу підпільного мільйонера Олександра Івановича Корейка (Євген Євстигнєєв). Для початку він підсилає до Корейка Паніковського; той на вулиці, косячи під «божевільного», голосно випрошує в Корейка один мільйон. В цей же час, «літній» Корейко робить спроби вмовити Зосю Синицьку (Світлана Старикова) вийти за нього заміж. Потім Бендер робить спроби «внести сум'яття в табір противника» і посилає Корейку телеграми та бандеролі з натяками на те, що йому «прийдеться віддати гроші». Після цього Паніковському та Балаганову Остап доручає відібрати «всі кишенькові гроші» в підпільного мільйонера.
Шура та «гусокрад» Паніковський постійно конфліктують між собою. Паніковський удає сліпого і просить Корейка перевести його через вулицю, коли їх трохи не збиває автобус. Паніковський з переляку стає знову «видючим», а Корейко об'являє його «злодієм» і втікає з місця події. Балаганов, внаслідок своєї нерішучості, прибігає до Бендера і просить його допомогти Паніковському, якого «близько п'яти хвилин б'ють». Бендер виручає «примхливого старого». Паніковський та Балаганов просять дати їм ще один шанс, а також обіцяють виконати доручене завдання. Увечері їм з великими труднощами вдається відібрати в підпільного мільйонера портсигар, в якому виявляється 10 000 рублів — «зарплата пана Корейка за двадцять років сумлінної праці».
Після цього Бендер робить спробу повернути Корейку портсигар та взяти з нього розписку в отриманні, щоб потім за допомогою шантажу витребувати бажаний мільйон. Коли ж нічого не виходить, тоді Бендер вирішує шукати компромат на Корейка і відкриває фіктивну контору під назвою «Роги та копита» (в період НЕПу таких контор було безліч). На фінальній стадії діяльності контори до них приходить Фунт, якого вони наймають на посаду «зіц-голови» правління (фіктивний голова будь-якої контори, котрого садили в тюрму після її фінансового краху).
Коли компромат був зібраний, Остап знову відвідує підпільного мільйонера Корейка і вимагає від нього мільйон за «папку з паперами». На щастя Корейка, того дня в місті була імітація «газової атаки» і тому на шляху до залізничного вокзалу (де зберігалася валіза з грішми) Корейко надягає протигаз і зникає в натовпі, а Бендера забирають в газосховище, де він вислуховує лекцію з захисту від хімічної зброї. Під час лекції він зустрічає Зосю Синицьку і починає до неї клеїтися (просто по-парубоцькому без ніякої задньої думки). Проте з часом його підлеглі підказують, що до Зосі в свій час сватався Корейко, і тому Остап почав вивідувати в неї, куди він поїхав. Через Зосю Остап довідується, що Корейко поїхав в Середню Азію на будівництво залізниці. Дорогою до Корейка автомобіль розвалюється, а Паніковський вмирає на дорозі. Балаганов з Козлевичем вирішують покинути великого комбінатора, втративши надію на омріяне «блюдце з золотою каймою».
Бендер знаходить Олександра Івановича в пісках Середньої Азії і отримує бажаний мільйон. В Москві на вокзалі він зустрічає Балаганова і дає йому 50 тисяч (котрий їх втрачає через рефлекторну крадіжку грошового гаманця), а також помагає Адаму із запчастинами для «Антилопи Гну». Далі Остап повертається в Чорноморськ, де він робить безуспішну спробу відновити стосунки. Справа в тому, що Зося за час відсутності Остапа виходить заміж за молодого «художника-оформлювача» і на Бендера вже не звертає увагу. Таким чином, Остап просто вимушений розпочати «звичайне життя мільйонера в Ріо-де-Жанейро». Всю зиму Остап готовиться до переходу кордону і купує «дорогоцінні штучки». Румунські прикордонники віднімають в нього все, і Бендер вирішує «перекваліфікуватися в кербуди».

## «Золоте теля», як «Ілліада»/«Одіссея» сучасної епохи
Звичайно Ільф та Петров були «звичайними конячками» радянської преси, і якби не Катаєв, то їхній роман так і не вийшов за рамки стандартної «фейлетонної літератури». Проте, саме Катаєв «замішував тісто» майбутнього роману-епопеї, що по суті уже в 1931-му році поставив «хрест» і на ідеології комунізму, і на самому факті «цілісності Російської імперії». Відомо, що Шолохов написав роман-епопею «Тихий Дон», в якій показана трагедія Громадянської війни…, а в романі «Піднята цілина» — в менш епічній формі показана колективізація країни. Проте уже в період Німецько-радянської війни Шолохов так і не спромігся написати роман-епопею про війну («Доля людини» — всього лише повість). Очевидно, що на фоні таких романів «Золоте теля» досить довго знаходилося в тіні… І тільки з виходом у вигляді фільму в 1968 році цей роман заграв всіма барвами «псевдономенклатурної епопеї» (т.з. комуністичних троянців), що по суті й показала подальшу долю імперії та її ідеології. Страждання українського та російського народів і в Громадянську війну, і в період т.з. «колективізації», і боротьба з фашизмом, і наступна відбудова/розбудова/застій — виявилися «марною справою» в порівнянні з «іграми великих і не дуже комбінаторів» (не залежно від їх ідеології). З «локального радянського НЕПу» вони вийшли, …і прийшли в «глобалізований світ». Чи надовго?

### Відсутність «позитивної ідеї»
Досить дивно, що в 1931-му році вийшов радянський роман в якому показані негативні суспільні явища, проте на противагу ним не показано явищ позитивних. Якщо в романі це не дуже помітно за загальними фразами, «запозиченими» з передовиць радянських газет, то в фільмі Михайла Швейцера цього приховати так і не вдалося. Наприклад, використання «новітньої техніки» під час автопробігу в фільмі так і не стало «символом переваг соціалістичного прогресу». Дійсно, яким чином «Студебеккер», чи «Паккард» може показати «переваги соціалізму»…, хоч в італійських фільмах подібний прийом досить часто використовувався, правда з океанським лайнером. Таким чином, група шахраїв на чолі з комбінатором Бендером, так і не була показана на «узбіччі прогресу», хоч «Антилопа Гну» і з'їхала з дороги.
З іншого боку, в епізоді в купе поїзда показана група молодих фахівців, що досить «мило» співають пісні про «щасливе сьогодення» (натяк на бардів 60-ків)… І що ми маємо в результаті? Наш Остап одним махом переграв по «блатному» на їхньому ж полі, і якби його ніхто не потягнув за язик про гроші, то він би вийшов переможцем і на культурному фронті. Сьогодні ми маємо засилля «шансонів» та «гламурів» на всіх каналах радіо та телебачення, проте народних пісень там не почуєш (немає грошей!).

### Відсутність «позитивних героїв»

Пам'ятник Паніковському в Києві

Досить дивним також є те, що в романі і фільмі відсутні «позитивні герої», котрих можна було б протиставити чисельним «негативним героям»… Здавалося б Зося Синицька (прототип «синиці» в руці проти «журавля» в небі) повинна була б зачарувати своїми «пошуками молодості» та «невинності», та ба… Її старий родич — типовий інтелігентний «паразит», що продає свої шаради обласній газеті, а майбутній «миршавий» чоловік-окулярик працює художником-оформлювачем, що також відноситься до «паразитарних» видів діяльності. Не треба мати досить багато фантазії, щоб передбачити майбутнє Зосі (разом з сумками/сітками-авоськами, набитими продуктами повсякденного побуту). Звичайно, в 90-ті роки всі ті художники та модельєри отримали можливість вийти на подіум і отримати грубі гроші т.з. «гламурних дизайнерів»…, проте дійсно позитивного в цьому мало.
Інша справа «негативні герої». І в романі, і в фільмі вони показані яскравими фарбами, а гра Гердта та Куравльова настільки вражає, що вони по суті уособлюють сьогодні т.з. «народні характери». Сьогодні літературному герою Паніковському навіть встановили пам'ятник в Києві. Досить характерним є епізод з поділом десяти тисяч. Балаганов, як уособлення «російської широкої душі» ділив порівну на чотири частини, а Паніковський, як уособлення «містечкового єврейства», по-своєму (на три частини, причому по чотири тисячі собі та Бендеру, а Балаганову — дві. Козлевичу — нічого!)…

## Соціальний паразитизм та шахрайство
В кожному суспільстві існує не тільки основна страта населення, що в «поті чола свого» здобуває матеріальні блага (більшість населення), проте і другорядна страта населення, що «паразитує» на добропорядних громадянах. В загальному випадку соціальні паразити поділяються на дві протилежні частини. Перша (державні службовці), т.з. «добропорядний паразитизм» забезпечує саме існування будь-якої держави. До неї також слід включити і тих спеціалістів, що забезпечують фінансовий обіг в державі (оскільки т.з. «бартер» хворіє на численні зловживання та корупцію). Друга (численні працівники напівфіктивних фірм та фірмочок), т.з. «паразитизм в квадраті» за замовчуванням паразитує на «добропорядному паразитизмі», і по своїй суті показує рівень «соціального захворювання» того, чи іншого суспільства. Чим більша доля «паразитизма в квадраті» в суспільстві, тим більш хворим воно є. Тому, в будь-яку епоху керівники держави старалися зменшити долю зловживань та корупції, пов'язаної з «паразитизмом у квадраті».

### Біологічні передумови соціального паразитизму
Враховуючи той факт, що гени в будь-якому суспільстві розміщуються по індивідах за «статистичним законом» (наприклад Гауса), тому в кожному суспільстві присутня частина індивідів (на «хвості» розподілу Гауса), що за замовчуванням не може фізично працювати, а весь їхній інтелектуальний розвиток направлений на отримання доходу не пов'язаного з фізичною працею і з мінімальним напруженням інтелекту. Більше того, якщо будь-яке дитя не призвичаїти до праці в малому віці, то воно природним чином звикне до неробства (явище т.з. «негативного імпринтингу»).
Тут також можна відзначити, що соціальний паразитизм розвиненіший в «кочових народах» ніж в «осілих», оскільки в осілих народах дітей змалечку привчають до монотонної праці щодня, а тих кого так і не вдається призвичаїти, тих просто викидають за межі суспільства/общини. Кочові ж народи більш звикли до паразитизму на осілих народах в силу природних умов існування, тому відсоток паразитів серед них значно більший, ніж в осілих народів. Таким чином, в будь-якому суспільстві присутні люди (декілька процентів як мінімум), які паразитують в чистому вигляді на добропорядних громадянах, не приносячи ніякої користі цьому суспільству. Процент нероб-паразитів звичайно залежить від епохи та соціального устрою. Наприклад, основним лозунгом в СРСР був: «той, хто не працює, той не їсть»… Всіх людей примушували працювати, а нероб записували в «дармоїди», і переслідували всіма можливими засобами. Після розвалу Рад в 1991-му році, кількість нероб-паразитів значно збільшилася (зник тиск держави, а також збільшилася кількість людей вимушено не працюючих внаслідок втрати роботи). Тому сьогодні кількість нероб-паразитів може складати понад 10 % від працездатного числа громадян, що знаходиться близько до критичної маси «розвалу суспільної організації».

### Соціальні передумови паразитизму
Найсприятливіші умовами для розквіту соціального паразитизму в квадраті є т.з. «перехідні періоди» розвитку суспільства. Наприклад, після т.з. Жовтневого перевороту та Громадянської війни і наступного «воєнного комунізму» в СРСР настала перехідна «епоха НЕПу» («нової економічної політики» з елементами приватної економічної діяльності). В цю епоху на просторах СРСР розмножився чисельний легіон всяких фірм та кооперативів з обмеженою відповідальністю, що викачував фінанси з тих, хто доброчесно працював на фабриках та на землі… Типовим прикладом обкрадання держави тоді були — замовлення на постачання будь-якої сировини чи товару державній установі через фірму-посередника, котра після отримання грошей ставала банкрутом. На чолі такої фірми-посередника були т.з. «зіцголови», що не знали суті справи і отримували мінімальний зиск «за шкідливість» (тобто за відсидку в тюрмі), а справжні «комбінатори» знаходилися в тіні і накопичували капітал після кожної оборудки (при НЕПі легалізації капіталу не було). Один з таких комбінаторів і був показаний в романі «Золоте теля» — Олександр Іванович Корейко. Відсутність легалізації капіталу породжувала паразитизм більш високого рівня (тобто паразитизм на паразитах!), наприклад, інший комбінатор — Остап Бендер шляхом шантажу вирішив трішки подоїти паразита першого рівня Корейко, причому з успіхом. Правда «успіх» виявився досить обмеженим, оскільки навіть тоді існував жорсткий контроль за «відмиванням грошей». Наприклад, організувати фірму в СРСР було можливо без фінансового контролю (фірма «Роги та копита»), проте «перекачка фінансів» за кордон тоді була не можлива. Ось чому, навіть отримавши свій мільйон, Остап Бендер так ним і не скористався.
Інша справа перехід на «рейки капіталізму» в 90-ті роки після розвалу Союзу. Колишні номенклатурні «партай-геноссе» врахували «досвід НЕПу» і в першу чергу захопили (цілком «демократично»!) владу на пострадянському просторі, забезпечивши такі «закони», які в першу чергу реалізували «дармову прихватизацію» та «вільні фінансові потоки» на Захід. Тому за короткий час на пострадянському просторі утворилося стільки т.з. «олігархів», в порівнянні з якими наші комбінатори (Корейко і Бендер) виглядають «невинними ягнятами»! Таким чином, помимо волі українські письменники з Одеси Ільф та Петров створили практично «по-крокову інструкцію» з шахрайства для «перехідних періодів» розвитку суспільства, якою і скористались вихідці з партноменклатури та кримінальні елементи в 90-х роках при отриманні незалежності пострадянських республік.

## У фільмі знімалися

### У головних ролях
- Сергій Юрський — Остап Бендер
- Леонід Куравльов — Шура Балаганов
- Зіновій Гердт — Михайло Самуелевич Паніковський
- Євген Євстигнєєв — Олександр Іванович Корейко
- Світлана Старикова — Зося Синицька
- Микола Боярський — Адам Казимирович Козлевич

### У ролях
- Павло Винник — бухгалтер Берлага
- Євген Гуров — офіціант
- Ігор Ясулович — юний шофер-любитель
- Анатолій Обухов — Євсєєв
- Ігор Кашинцев — службовець Бомзе
- Михайло Кокшенов — секретар
- Володимир Піцек — провідник
- Микола Сергєєв — старий Синицький
- Раднер Муратов — Загіров
- Тамара Сьоміна — Раєчка
- Костянтин Воїнов — Скумбрієвич
- Віктор Сємьонов — Перикл Феміді, чоловік Зосі Синицької
- Дмитро Орловський — начальник будівництва
- Євген Перов — Полихаєв
- Надія Самсонова — Чеважевська
- Олександра Денисова
- Павло Павленко — зіцголова Фунт

## Знімальна група
- Автор сценарію: Швейцер Михайло Абрамович
- Режисер: Швейцер Михайло Абрамович
- Оператор: Сергій Полуянов
- Художник: Абрам Фрейдін
- Композитор: Георгій Фіртич